# Jaap Meijer
Jacob „Jaap” Meijer (ur. 20 kwietnia 1905 w Amsterdamie, zm. 2 grudnia 1943 w Meerle) – holenderski kolarz torowy, wicemistrz olimpijski oraz złoty medalista mistrzostw świata.

## Kariera
Pierwszy sukces w karierze Jaap Meijer osiągnął w 1924 roku, kiedy zdobył srebrny medal w sprincie indywidualnym podczas igrzysk olimpijskich w Paryżu. W zawodach tych wyprzedził go tylko Francuz Lucien Michard, a trzecie miejsce zajął inny reprezentant tego kraju – Jean Cugnot. Na rozgrywanych rok później mistrzostwach świata w Amsterdamie był najlepszy, wyprzedając dwóch swoich rodaków: Antoine’a Mazairaca i Bernarda Leene. Ponadto sześciokrotnie zdobywał medale torowych mistrzostw Holandii, nigdy jednak nie zwyciężył.